# Billardia novaezealandiae
Billardia novaezealandiae is een hydroïdpoliep uit de familie Lafoeidae. De poliep komt uit het geslacht Billardia. Billardia novaezealandiae werd in 1930 voor het eerst wetenschappelijk beschreven door Totton. 